# Antonio DeMarco
Pour les articles homonymes, voir Demarco (homonymie).
Antonio DeMarco est un boxeur mexicain né le 7 janvier 1986 à Los Mochis.

## Carrière
Passé professionnel en 2004, il devient successivement champion d'Amérique du Nord NABO des poids légers en 2009 puis champion du monde WBC de la catégorie le 15 octobre 2011 en battant par arrêt de l'arbitre à la 11e reprise Jorge Linares. DeMarco conserve son titre le 17 mars 2012 en battant par KO au 5e round Miguel Roman puis John Molina dès le 1er round le 8 septembre 2012. Il est en revanche battu au 8e round par l'Américain Adrien Broner le 17 novembre 2012.

## Référence
1. ↑  (en) Antonio DeMarco rallies for bloody victory over Jorge Linares, claiming WBC 135-pound belt (washingtonpost.com)